# 204805 Šipöcz
204805 Šipöcz è un asteroide della fascia principale. Scoperto nel 2006, presenta un'orbita caratterizzata da un semiasse maggiore pari a 3,0511210 au e da un'eccentricità di 0,1031988, inclinata di 7,18100° rispetto all'eclittica.
L'asteroide è dedicato al fisico slovacco Tibor Šipöcz.